# Independență
Independența unei țări, organizații politice sau a unui guvern este capacitatea acestuia să-și manifeste suveranitatea politică, în contrast cu situația în care autoritatea sa este redusă de puterea suzerană sau colonială.
Independența este în principal de natură politică. Independența se manifestă și din punct de vedere:
–energetic, care este determinat de siguranța aprovizionării cu energie ( țiței, gaze naturale, uraniu, etc.)
–alimentar;
–monetar;
–economic.

## Cucerirea independenței
Câștigarea indepndenței persupune uneori evenimente violente (război civil sau secesiune), iar alteori printr-un proces complicat de negocieri politice. Independența este o fază importantă pentru o națiune. Data obținerii independenței naționale este de cele mai multe ori prilej pentru sărbători anuale, de multe ori ziua aceasta este proclamata sărbătoare națională.
Noțiunea de „independență” este un termen care trebuie folosit cu precauție în anumite cazuri, în special în cazul celor mai vechi națiuni, care s-au format progresiv, prin dezvoltări și achiziții teritoriale succesive. Noțiunea de „independență” a apărut relativ târziu în istoria politică, practic în același timp cu acela de „națiune”. Este ambiguu să vorbim de „independență” în următoarele cazuri:
- Franța este cunoscută ca atare încă de la origini și este considerată ca fiind rezultatul unui proces de extindere a puterii familiei Capețienilor asupra unui teritoriu mai întins decât ceea ce se numea la origini „Franța”;

- Spania, despre a cărei independență e greu să se vorbească, datorită faptului că națiunea spaniolă unită este rezultatul unui proces de unificare a statelor spaniole, începând cu unirea Castiliei și Aragonului, proces care a început în 1469.

În zilele noastre, independența este de cele mai multe ori punctul culminant al mișcări politice a întregii națiuni, deseori de natură naționalistă, care duce la secesiune teritorială dintr-un stat originar.

## Vedere istorică
Din punct de vedere istoric, au existat trei perioade importante de declarare a independenței:
- începând cu anii 1770, începând cu războiul revoluționar american prin anii 1830, când ultimele bastioane regaliste au căzut la încheierea Războaiele de independență ale statelor hispano-americane;
- urmarea imediată a Primului Război Mondial după despărțirea imperiilor otomane, austro-ungare, rusești și germane;
- și de la 1945 la circa 1979, când au apărut șaptezeci de state independente din imperiile coloniale europene și au cedat nazi german Reich[1].

## Сontinente
| Continent  | Continent | No.                                  | Ultima țară pentru a obține independența |
| ---------- | --------- | ------------------------------------ | ---------------------------------------- |
|            | Africa    | 54                                   | South Sudan (2011)                       |
| America    | 35        | Saint Kitts and Nevis (1983)[a]      |                                          |
| Asia       | 44[b]     | East Timor (2002)                    |                                          |
| Europe     | 50[b]     | Montenegro (2006) · Kosovo (2008)[c] |                                          |
| Oceania    | 14        | Palau (1994)[d]                      |                                          |
| Antarctica | 8         | de facto condominium internațional   |                                          |